# Selección masculina de rugby 7 de Venezuela
La selección masculina de rugby 7 de Venezuela es el equipo venezolano de la modalidad de rugby 7.

## Historia
Su primera competición internacional oficial fue el Seven Sudamericano Masculino 2006 disputado en Asunción obteniendo el séptimo puesto luego de vencer al seleccionado de Perú en la definición.

## Palmarés
- Copa Desafío Volaris: 2019.

## Participaciones
| - no ha clasificado - Asunción 2006: 7º puesto - Viña del Mar 2007: 8º puesto - Punta del Este 2008: 8º puesto - São José dos Campos 2009: 8º puesto - Mar del Plata 2010: 8º puesto - Bento Gonçalves 2011: 8º puesto - Río de Janeiro 2012: 8º puesto - Río de Janeiro 2013: 8º puesto - Santiago 2014: no participó - Santa Fe 2015: 6º puesto - Santiago 2019: 9º puesto - Viña del Mar 2020: no participó - San José 2021: no participó - San José 2022: 6º puesto - Montevideo 2023: no participó - Lima 2024: 5º puesto | - Trujillo 2013: 5º puesto - Santa Marta 2017: 4º puesto - Valledupar 2022: 3º puesto - Ayacucho 2024: No participó - Mayagüez 2010: 6º puesto - Veracruz 2014: 4º puesto - Barranquilla 2018: 5º puesto - San Salvador 2023: 4º puesto - Copa Desafío Volaris 2019: Campeón |